# Калиновский, Константин Тимофеевич
Константин Тимофеевич Калиновский (1885—1962) — кадровый офицер русской Императорской армии и Донской армии, генерал-майор Всевеликого Войска Донского и Вооружённых Сил Юга России (ВСЮР).

## Биография
Из казаков ст. Аксайской Области войска Донского. Образование получил в учительской семинарии и Новочеркасском казачьем училище (1907). На 01.01.1909 Хорунжий 7-го Донского казачьего полка. Окончил 2 класса Николаевской военной академии (1914) (после объявления мобилизации откомандирован в свою часть). Подъесаул (24.03.1914) 24-го Донского казачьего полка.
Участник Первой мировой войны. Капитан (24.03.1915). Причислен к генеральному штабу (22.12.1915). Старший адъютант штаба 27-го армейского корпуса (с 14.07.1916 — на 03.01.1917 в должности). Подполковник (1917). И.д. штаб-офицера для поручений при штабе 19-го армейского корпуса (с 25.09.1917).
В Донской армии — с мая 1918 года. Полковник (13.06.1918). На 26.10 и 20.11.1918 года по май 1919 года начальник оперативного отдела штаба Донской армии. С 15.10.1919 начальник штаба 4-го Донского корпуса генерала Мамонтова. Генерал-майор (февраль 1920). С февраля 1920 года начальник штаба конной группы генерала Секретева. С 24.03.1920 в резерве офицеров Генштаба при штабе Донского корпуса.
В эмиграции с апреля 1920 года в Константинополе, затем в Варне и Югославии (в Суботице, затем в Белграде). С 1950 года в Италии (Триест). С 1954 года в Швейцарии (Везен). Умер в Гларусе (Швейцария).

## Награды
- Орден Святой Анны 3-й степени с мечами и бантом (ВП 03.02.1915)
- Орден Святого Станислава 3-й степени с мечами и бантом (ВП 03.02.1915)
- Орден Святого Владимира 4-й степени с мечами и бантом (ВП 27.05.1915)
- Орден Святой Анны 4-й степени (ВП 20.05.1915)
- Орден Святого Станислава 2-й степени (ВП 14.05.1916)
- Орден Святой Анны 2-й степени с мечами (ВП 07.02.1917)